# Laminanthrax olgae
Laminanthrax olgae är en tvåvingeart som beskrevs av Zaitzev 1999. Laminanthrax olgae ingår i släktet Laminanthrax och familjen svävflugor. Inga underarter finns listade i Catalogue of Life.